# Dyskografia Namie Amuro
Ten artykuł opisuje dyskografię Namie Amuro.

## Albumy studyjne
- 1995 – Dance Tracks Vol. 1
  - Single:Dancing Junk, Aishite Muscat, Paradise Train, Try Me ~Watashi o shinjite~, Taiyō no SEASON, Stop the music
  - Certyfikat RIAJ: Milion kopii[2]
- 1996 – Sweet 19 Blues
  - Single: Body Feels Exit, Chase the Chance, Don't Wanna Cry, You're My Sunshine, Sweet 19 Blues
  - Certyfikat RIAJ: 3 miliony[3]
- 1997 – Concentration 20
  - Single: A Walk in the Park, Can You Celebrate?, How to Be a Girl
  - Certyfikat RIAJ: Milion[4]
- 2000 – Genius 2000
  - Single: I Have Never Seen, Respect the Power of Love, Something 'bout the Kiss, Love 2000
  - Certyfikat RIAJ: Potrójny Platynowy
- 2000 – Break the Rules
  - Single: Never End, Please Smile Again, Think of Me / No More Tears
  - Certyfikat RIAJ: Platynowy
- 2003 – Style
  - Single: Wishing on the Same Star, Shine More, Put 'Em Up, So Crazy / Come
  - Certyfikat RIAJ: Złoty[5]
- 2005 – Queen of Hip-Pop
  - Single: Alarm, All for You, Girl Talk / The Speed Star, Want Me, Want Me
  - Certyfikat RIAJ: Podwójny Platynowy[6]
- 2007 – Play
  - Single: White Light / Violet Sauce, Can’t Sleep, Can’t Eat, I’m Sick / Ningyo, Baby Don’t Cry, Funky Town
- 2009 – Past Future
  - Single: Wild / Dr.,
- 2012 – Uncontrolled
  - Single: Break It / Get Myself Back, NAKED / Fight Together / Tempest, Sit! Stay! Wait! Down! / Love Story, Go Round / YEAH-OH
- 2013 – FEEL
  - Single: Big Boys Cry/Beautiful, Contrail, Hands on Me, Heaven
- 2015 – _genic

## Kompilacje
- 1996 – Original Tracks Vol.1
- 1998 – 181920
- 2002 – Love Enhanced Single Collection
- 2008 – Best Fiction
- 2011 – Checkmate!
- 2014 – Ballada
- 2017 – Finally

## Single
Toshiba-EMI Limited
- 1992 – 恋のキュート・ビート/ミスターU.S.A.
- 1993 – DANCING JUNK
- 1993 – 愛してマスカット
- 1994 – PARADISE TRAIN
- 1995 – TRY ME 〜私を信じて〜
- 1995 – Taiyō no SEASON
- 1995 – Stop the music

Avex Trax
- 1995 – Body Feels Exit
- 1995 – Chase the Chance
- 1996 – Don't Wanna Cry
- 1996 – You're My Sunshine
- 1996 – Sweet 19 Blues
- 1996 – A Walk in the Park
- 1997 – Can You Celebrate?
- 1997 – How to Be a Girl
- 1997 – Dreaming I was Dreaming
- 1997 – Can You Celebrate? (Maxi Single)
- 1998 – I Have Never Seen
- 1999 – Respect the Power of Love
- 1999 – Toi et Moi
- 1999 – Something 'bout the Kiss
- 2000 – Love 2000
- 2000 – Never End
- 2000 – Please Smile Again
- 2001 – Think of Me / No More Tears
- 2001 – Say the Word
- 2002 – I Will
- 2002 – Wishing on the Same Star
- 2003 – Shine More
- 2003 – Put 'Em Up
- 2003 – So Crazy / Come
- 2004 – Alarm
- 2004 – All for You
- 2004 – Girl Talk / The Speed Star
- 2005 – Want Me, Want Me
- 2005 – White Light / Violet Sauce
- 2006 – Can’t Sleep, Can’t Eat, I’m Sick / Ningyo
- 2007 – Baby Don’t Cry
- 2007 – Funky Town
- 2008 – 60s 70s 80s
- 2009 – Wild / Dr.
- 2010 – Break It! / Get Myself Back
- 2011 – NAKED / Fight Together / Tempest
- 2011 – Sit!Stay!Wait!Down! / Love Story
- 2012 – Go Round/YEAH-OH
- 2012 – Damage
- 2013 – Big Boys Cry/Beautiful

Dimension Point
- 2014 – TSUKI
- 2014 – BRIGHTER DAY
- 2015 – Red Carpet
- 2016 – Mint
- 2016 – Hero
- 2016 – Dear Diary/Fighter
- 2017 – Just You and I

## Strony B
- 1996 – present (Don't Wanna Cry)
- 2000 – Asking Why (Love 2000)
- 2000 – Cross Over (Please Smile Again)
- 2001 – Let's Not Fight (Say the Word)
- 2002 – Did U (Wishing on the Same Star)
- 2003 – Drive (Shine More)
- 2003 – Exist for You (Put 'Em Up)
- 2004 – Strobe (Alarm)
- 2004 – Butterfly (All for You)
- 2005 – Handle Me (Want Me, Want Me)
- 2007 – Nobody (Baby Don’t Cry)
- 2007 – Darling (Funky Town)
- 2011 – Fight Together (NAKED/FIGHT TOGETHER/Tempest)
- 2011 – Higher, Arigatou, Sit!Stay!Wait!Down! (Sit!Stay!Wait!Down!/Love Story)

## Albumy koncertowe
- 1996 – Amuro Namie First Anniversary Live in Marine Stadium
- 1997 – Namie Amuro Concentration 20 Live in Tokyo Dome
- 2000 – Namie Amuro Tour "Genius 2000"
- 2003 – Namie Amuro Tour 2001 "Break the Rules"
- 2004 – Namie Amuro So Crazy Tour Featuring Best Singles 2003–2004
- 2006 – Space of Hip-Pop -Namie Amuro Tour 2005-
- 2007 – Namie Amuro Best Tour "Live Style 2006"
- 2008 – Namie Amuro "PLAY" Tour 2007–2008"
- 2009 – Namie Amuro "Best Fiction Tour 2008–2009"
- 2010 – Namie Amuro "Past FUTURE Tour 2010"
- 2011 – Namie Amuro Live STYLE Tour 2011"
- 2013 – Namie Amuro Five Major Dome Tour 2012 (20th anniversary best)"
- 2014 – Namie Amuro FEEL tour 2013
- 2015 – Namie Amuro LIVE STYLE 2014
- 2016 – Namie Amuro LIVEGENIC 2015–2016
- 2017 – Namie Amuro LIVE STYLE 2016–2017

## Albumy video
- 1998 – 181920 films
- 2001 – Filmography
- 2005 – Filmography 2001–2005

## Teledyski
- Mr.USA (Super Monkeys)
- Taiyo no SEASON (Amuro namie with Super Monkeys)
- Stop the music (Amuro namie with Super Monkeys)
- Body Feels Exit
- Chase the Chance
- Don't Wanna Cry
- You're My Sunshine
- Sweet19 Blues
- a walk in the park
- Can You Celebrate?
- How to Be a Girl
- Dreaming I was Dreaming
- I Have Never Seen
- Respect the Power of Love
- Something 'bout the Kiss
- Love 2000
- Never End
- Please Smile Again
- think of me
- Say the Word
- lovin' in (Namie Amuro ft. Verbal)
- I Will
- Wishing on the Same Star
- Did U
- Good Life (Suite Chic ft. Namie Amuro, Firstklas)
- Uh Uh,,, (Suite Chic ft. Namie Amuro, AI)
- Shine More
- Put 'Em Up
- So Crazy
- Alarm
- All for You
- Girl Talk
- the SPEED STAR
- Want Me, Want Me
- WoWa
- White Light
- Do What U Gotta (ZEEBRA ft. Namie Amuro, AI, Mummy-D)
- Can’t Sleep, Can’t Eat, I’m Sick
- Ningyo
- Hide & Seek
- Funky Town
- Hello
- Baby Don’t Cry
- NEW LOOK
- ROCK STEADY
- WHAT A FEELING
- Black Daimond (Double ft. Namie Amuro)
- Sexy Girl
- Do Me More
- Wild
- Dr.
- The Meaning of Us
- Fast Car
- Love Game
- Defend Love
- Fake (AI feat. Namie Amuro)
- Break It
- Get Myself Back
- Wonder Woman (feat. AI & Anna Tsuchyia)
- Make It Happen (feat. Afterschool)
- Unusual (feat. Yamashita Tomohisa)
- #1 (feat. Kawabata(Chemistry))
- NAKED
- Tempest
- Love Story
- Go Round
- Yeah-Oh
- Only You
- In The Spotlight
- Let’s Go
- Hot Gilrls
- Black Out (feat. Verbal & Lil Wayne)
- Damage
- Alive
- Big Boys Cry
- Hands On Me
- Heaven
- Let Me Let You Go
- Contrail
- I’m Not Yours (Jolin Tsai feat. Namie Amuro)
- HimAWArI (New Music Video)
- Four Seasons (New Music Video)
- SWEET 19 BLUES (New Music Video)
- CAN YOU CELEBRATE? feat. 葉加瀬太郎 (New Music Video)
- REVOLUTION (Crystal Kay feat Namie Amuro)
- Golden Touch
- Birthday
- Fashionista
- Stranger
- Anything
- Red Carpet
- Mint
- Hero
- Dear Diary
- Fighter
- Christmas Wish
- Just You and I
- In Two
- How do you feel now?
- Showtime
- Do It For Love
- Finally

## Inne
- 1996 – Dj Groove
- 1996 – Namie Amuro World
- 2002 – 181920films + filmography
- 2002 – Best Clips
- 2003 – When Pop Hits the Pix
- 2005 – The Live Animal '03 ~Tokyo's Finest~